# Hijōkaidan
Gli Hijōkaidan (非常階段? scala d'emergenza) sono un gruppo di rumorismo ed improvvisazione libera giapponese, appartenente al movimento Japanoise di area post-industriale. Il gruppo, che ha cambiato nel tempo numerose formazioni, è il progetto del chitarrista Jojo Hiroshige (JOJO広重?) che è uno dei membri stabili del gruppo fin dalla sua fondazione.

## Album in studio
| Year | Title | Label                  | Note                                   |
| ---- | --- | ---------------------- | -------------------------------------- |
| 1982 | Originals                                                                                                | n/a                    |                                        |
| 1984 | Live at Studio Ahiru                                                                                     | n/a                    |                                        |
| 1984 | Viva Angel                                                                                               | Alchemy                |                                        |
| 1984 | King of Noise                                                                                            | Alchemy                |                                        |
| 1986 | Tapes | Alchemy                |                                        |
| 1987 | Limited Edition                                                                                          | Alchemy                |                                        |
| 1988 | No Paris / No Harm                                                                                       | Alchemy                |                                        |
| 1989 | Modern                                                                                                   | Alchemy                |                                        |
| 1990 | Romance                                                                                                  | Alchemy                |                                        |
| 1991 | Windom                                                                                                   | Alchemy                |                                        |
| 1997 | Noise from Trading Cards                                                                                 | Alchemy                |                                        |
| 1998 | Speculum Kaidan                                                                                          | P-Tapes / Transparency | as Speculum Kaidan with Speculum Fight |
| 2004 | The Last Recording Album                                                                                 | Alchemy                |                                        |
| 2012 | Made in Studio                                                                                           | doubtmusic             | with Akira Sakata                      |
| 2013 | (初音階段?, Hatsune Kaidan)                                                                              | U-Rythmix              | with Hatsune Miku                      |
| 2013 | BiS Kaidan (BiS階段?)                                                                                    | Avex                   | as BiS Kaidan (BiS階段?) with BiS      |
| 2013 | Vacant World (からっぽの世界?, Karappo no Sekai)                                                         | U-Rythmix              | as Hatsune Kaidan (初音階段?)          |
| 2014 | I'll Never Fall in Love Again (恋よ、さようなら?, Koi yo, Sayōnara)                                      | U-Rythmix              | as Hatsune Kaidan (初音階段?)          |
| 2014 | (咲いた花がひとつになればよい?, Saita Hana ga Hitotsu ni Nareba Yoi) -Hijokaidan 35th Anniversary Album- | Reveil                 |                                        |
| 2014 | 2nd Album                                                                                                | Jet Set                | as BiS Kaidan (BiS階段?)               |
| 2015 | (私をノイズに連れてって?, Watashi o Noise ni Tsuretette)                                                 | Reveil                 | with You'll Melt More! (ゆるめるモ!?)  |
| 2015 | Noisy Killer                                                                                             | Alchemy                | as Hatsune Kaidan (初音階段?)          |
| 2015 | Noise Join Inn                                                                                           | Reveil                 | with Otomo Yoshihide                   |
| 2015 | Emergency Stairway to Heaven                                                                             | Cold Spring            |                                        |
| 2015 | Featuring Nasca Car                                                                                      | Alchemy                | with Nasca Car                         |
| 2016 | (戸川階段?, Togawa Kaidan)                                                                               | Reveil                 | with Jun Togawa                        |
| 2016 | (あヴぁ階段〜恋のノイズ大作戦〜?, Avan-Kaidan: Noise Daisakusen)                                         | Reveil                 | with avandoned (あヴぁんだんど?)       |
| 2016 | (畑中階段?, Hatanaka Kaidan)                                                                             | Reveil                 | with Yoko Hatanaka (畑中葉子?)         |